# 1703 Barry
1703 Barry là một tiểu hành tinh vành đai chính. Nó được phát hiện bởi Max Wolf ngày 2 tháng 9 năm 1930. Tên ban đầu của nó là 1930 RB. Nó được đặt theo tên Roger Barry, một nhà thiên văn học.